# Оріуела-дель-Тремедаль
Оріуела-дель-Тремедаль (ісп. Orihuela del Tremedal) — муніципалітет в Іспанії, у складі автономної спільноти Арагон, у провінції Теруель. Населення — 564 особи (2010).
Муніципалітет розташований на відстані близько 170 км на схід від Мадрида, 50 км на північний захід від міста Теруель.

## Демографія
Динаміка населення (INE ):